# 어반코너
어반코너(Urban Corner)는 대한민국의 혼성 3인조 애시드 재즈(Acid Jazz) 밴드이다.

## 결성 및 활동
어반코너는 2010년 보컬&건반의 Trish, 베이스의 Kate, 일렉기타의 Raze로 결성되었다. 
 
이 라인업으로 2010년 9월 7일 첫 번째 싱글 <1st Maxi Single From 'The City Of Brokenheart'>를 발표하며 데뷔하였다. 
 
이듬해엔 두번째 싱글 <2nd Maxi Single From 'The City Of Brokenheart'>를 2011년 10월 19일에 발표하였다. 
 
하지만 전기 기타 멤버였던 Raze가 그룹에서 탈퇴하고, Fres가 새로운 멤버로 합류하게 되었다.

수록곡중 '아무렇지 않은 듯'으로 2012년 10월 <싸이월드 디지털 뮤직 어워드> 탐음매니아상을 수상하였다. 
 
2012년 9월 3일 선공개 디지털 싱글 '내게 돌려줘 (Feat. 4WD)를 발표하였고, 
 
같은 해 9월 20일 총 12곡이 수록된 첫 번째 정규앨범<The City Of Brokenheart>를 발표하였다.
정규앨범<The City Of Brokenheart>으로 벅스와 힙합엘이가 공동으로 진행했던 '한국 알앤비 명반 25선 2010~2014'에 선정되었다.
정규앨범 발표 이후 전기 기타였던 Fres가 탈퇴하게 되었다.
2014년 객원멤버 Ann과 함께 3번째 싱글앨범 'Love Is On'을 발표하였다.

## 구성원
Trish (트리시)
- 본명은 박현석, 그룹에서 보컬과 건반을 담당하고 있다.
- 앨범 크레딧을 보면 수록곡 전부 작사, 작곡에 참여하였다.
- 2004년 설립된 인디음악 레이블 머슈룸 클라우드의 전 Executive Producer이며, 어반코너의 리더이다.
- 나우누리 SNP 출신으로 같은 레이블에 Tafka Buddah, 4WD, 결정등 같은 SNP출신들이 소속되어있다.
- 2001년 여성 3인조 그룹 '투야'의 1집 앨범 수록곡 '그렇게 넌'으로 작곡가 데뷔를 하였다.
- 2008년 Sony PSP게임인 'DJ MAX' BLACK SQUARE에 'PDM'이란 곡으로 게임음악에도 진출하였다.

Kate (케이트)
- 본명은 정선화, 그룹에서 베이스를 담당하고 있다.
- 동덕여대 실용음악과를 졸업하였다.
- 2013년 3월 피그밴드 'Progressive In Groove'앨범에 베이스 멤버로 참여하였다.

- 2017년 4월 본명으로 프로듀싱 싱글 '어떻게 지내는지'를 발표하였다.
- 2018년 1월 본명으로 프로듀싱 싱글 '널 만난 그 때'를 발표하였다.

### 전구성원
Fres (프레스)
- 2012년 정규앨범 발매 후 그룹에서 탈퇴하였다.

Raze (레이즈)
- 2011년 데뷔싱글 발매 후 그룹에서 탈퇴하였다.
- 본명은 서한필, 탈퇴 후 현재 록 밴드 할로우 잰(Hollow Jan)의 전자 기타 멤버이다.

## 음반

### Single Album(싱글앨범)
- 2010년 《1st Maxi Single From 'The City Of Brokenheart'》 (Maxi Single)
- 2011년 《2nd Maxi Single From 'The City Of Brokenheart'》 (Maxi Single)
- 2012년 《내게 돌려줘 (Feat. 4WD》 (Digital Single)
- 2014년 《3rd Single 'Love Is On'》 (Single)

### LP(정규앨범)
- 2012년 《The City Of Brokenheart》 (1집-LP)

### Compilation Album(참여앨범)
- 2011년 《Found Tracks Vol. 15》 (Compilation Album)